# Penstemon tenuis
Penstemon tenuis är en grobladsväxtart som beskrevs av John Kunkel Small. Penstemon tenuis ingår i släktet penstemoner, och familjen grobladsväxter. Inga underarter finns listade i Catalogue of Life.